# 클로드 블랜처드
클로드 블랜처드(Claude Blanchard, 1932년 5월 19일 ~ 2006년 8월 20일)는 캐나다의 배우, 텔레비전 배우이다.
몬트리올에서 사망하였다. 사인은 심근 경색이다. 

## 영화
- 오메르타 2 (1997년)
- 오메르타, 침묵의 법칙 (1996년)
- 데인저러스 그라운드 (1995년)
- 라팔 (1990년)
- 머스탱 (1975년)
- Gina (1975년)